# Guignolet

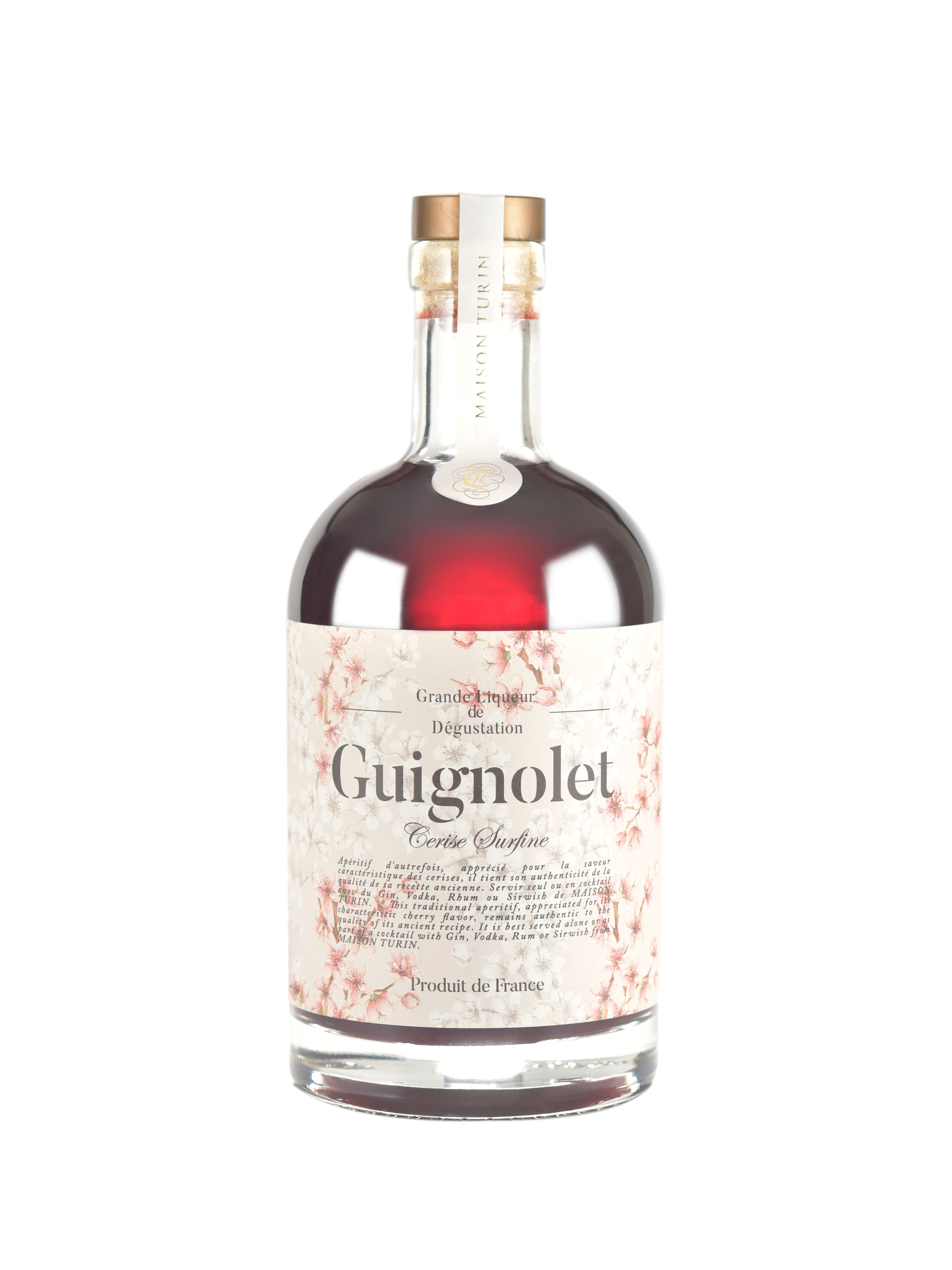

Guignolet is een kersenlikeur die wordt bekomen door kersen te macereren in alcohol. Het is afkomstig uit de streek van Anjou in Frankrijk; een van de belangrijkste producenten ervan is de firma Giffard uit de buurt van Angers.
De naam is afkomstig van guigne (zoete kers), een van de kersensoorten waarmee de likeur wordt bereid. Het alcoholgehalte is 15 tot 18 volumeprocent.